# Rúben Pereira
Rúben Pereira (nascut el 9 de gener de 1991), és un jugador d'escacs portuguès, que té el títol de Mestre Internacional des de 2009.
A la llista d'Elo de la FIDE de gener de 2014, hi tenia un Elo de 2417 punts, cosa que en feia el jugador número 3 (en actiu) de Portugal. El seu màxim Elo va ser de 2449 punts, a la llista de gener de 2010 (posició 1488 al rànquing mundial).

## Resultats destacats en competició
El 2007 fou subcampió del món Sub-16, rere el romanès Cristian Chirila Ioan.
Pereira ha guanyat el Campionat d'escacs de Portugal de 2009.